# JMP (Software)
JMP (sprich „jump“) ist ein Computerprogramm für Statistik, das vom JMP-Geschäftsbereich der SAS Institute entwickelt wurde. Es wurde in den 1980er Jahren für die grafische Benutzeroberfläche des Macintosh entwickelt. Es wurde seitdem verbessert und auch für Windows verfügbar gemacht. JMP wird in Applikationen wie Six Sigma zur Qualitätskontrolle und technischen Planung, Versuchsplanung (DOE) und wissenschaftlichen Forschung verwendet.
Die Software besteht aus fünf Produkten: JMP, JMP Pro, JMP Clinical, JMP Genomics und JMP Graph Builder App für das iPad; es steht auch eine Skriptsprache (JSL) zur Verfügung. Die Software hat ihren Schwerpunkt in der explorativen Analyse, bei der Benutzer Daten visuell untersuchen und erforschen.

## Geschichte
JMP wurde in den 1980er Jahren von John Sall und einem Entwicklerteam entwickelt, um die 1984 von Apple Macintosh eingeführte grafische Benutzeroberfläche zu nutzen. Das Akronym stand anfangs für „John’s Macintosh Project“ und wurde erstmals im Oktober 1989 herausgegeben. Es wurde hauptsächlich von Wissenschaftlern und Ingenieuren für die Versuchsplanung, für Qualitäts- und Produktivitätsupport (Six Sigma) und Zuverlässigkeitsbewertungen verwendet. Halbleiterhersteller befanden sich ebenfalls unter den frühen Interessenten.
Interaktive Grafiken und weitere Funktionen wurden 1991 mit der Version 2.0 hinzugefügt. Version 2 war doppelt so groß wie das Original, wurde jedoch weiterhin auf einer Diskette ausgeliefert. Es benötigte 2 MB Speicherplatz und enthielt eine Dokumentation von 700 Seiten. Der Support für Microsoft Windows wurde 1994 hinzugefügt. JMP [9] wurde 1999 mit Version 3 neu programmiert. Version 4, die 2002 erschien, konnte Daten aus einer breiteren Palette von Datenquellen importieren und enthielt außerdem Support für Oberflächendarstellungen. Mit Version 4 wurden auch Extrapolationen von Zeitreihen und neue Glättungsfunktionen, wie die saisonale Glättung, die sogenannte Winter-Methode und der ARIMA (Autoregressive Integrated Moving Average) hinzugefügt.
2005 wurden in Version 5 Data-Mining-Tools, wie ein Entscheidungsbaum und ein neuronales Netz sowie Linux-Support, der später mit Start von JMP 9 wieder zurückgezogen wurde, hinzugefügt. Später im selben Jahr wurde JMP 6 eingeführt. JMP begann die Integration mit den übrigen SAS-Produkten mit Version 7.0 in 2007 und in zunehmendem Maße mit jeder seitdem erschienenen Version. Seitdem können Anwender SAS-Code in JMP schreiben, eine Verbindung mit SAS-Servern herstellen und SAS-Ergebnisse wieder einlesen und weiter bearbeiten. Support für Blasendiagramme wurde in Version 7 hinzugefügt. In der Version 7 wurden außerdem Datenvisualisierung und Diagnostik verbessert.
Die Version 8 wurde 2009 mit neuen Drag- und Drop-Funktionen und einer 64-Bit-Version herausgegeben, um von den Vorteilen des Mac-Betriebssystems zu profitieren. Außerdem wurde eine neue Benutzeroberfläche zur Erstellung von grafischen Darstellungen, Tools für Entscheidungsmodelle und Lebensdaueranalysen hinzugefügt. Laut Scientific Computing gab es bei der Software Verbesserungen bei den „Grafiken, der QS, Benutzerfreundlichkeit, SAS-Integration und in Bereichen der Datenverwaltung.“ JMP 9 fügte 2010 eine neue Schnittstelle für die Verwendung der R-Programmiersprache in JMP und ein Add-In für Excel hinzu. Der Hauptbildschirm wurde neu gegliedert und es wurden Verbesserungen bei der Simulation, bei Grafiken und einer neuen Degradation-Plattform zur Analyse von Abbau- und Zersetzungsprozessen durchgeführt. Im März 2012 verbesserte Version 10 das Data-Mining, prädiktive Analysen und die automatisierte Modellerstellung.

## Software

In JMP wird ein Bildschirm mit verschiedenen Daten angezeigt

JMP besteht aus JMP, JMP Pro, JMP Clinical und JMP Genomics sowie der Graph Builder iPad App. JMP Clinical und JMP Genomics verbinden JMP und SAS-Software.
Die JMP-Software hat ihren Schwerpunkt in der explorativen Datenanalyse und Visualisierung. Sie wurde für Benutzer entwickelt, die eher neue Erkenntnisse aus Daten gewinnen wollen, als eine Hypothese zu bestätigen. JMP verknüpft Daten mit Statistiken und Grafiken, damit Benutzer die Daten und ihre verschiedene visuellen Darstellungen per Drill-Down oder Drill-Up ansehen können. Seine Hauptanwendungen liegen in der Versuchsplanung und der Analyse von statistischen Daten industrieller Prozesse.
JMP ist eine Desktop-Applikation mit einer Assistenten-basierten Benutzeroberfläche, während SAS auf Servern installiert werden kann. Es wird im Arbeitsspeicher statt auf dem Plattenspeicher ausgeführt. Nach einer Bewertung in Pharmaceutical Statistics wird JMP oft als grafisches Front-End-Tool für ein SAS-System verwendet, das die statistische Analyse und Tabellierungen durchführt. JMP Genomics, das für die Analyse und Visualisierung von Genom-Daten verwendet wird, erfordert zum Betrieb eine SAS-Komponente und kann auf SAS/Genetics- und SAS/STAT-Verfahren zugreifen oder SAS-Macros aufrufen. JMP Clinical, das für die Analyse der Daten von klinischen Studien verwendet wird, kann SAS-Code innerhalb der JSL-Skriptsprache verpacken und SAS-Code in JMP umwandeln.
JMP ist auch der Name des Geschäftsbereichs des SAS-Institute, das JMP entwickelt. Im Jahr 2011 hatte JMP 180 Mitarbeiter und 250.000 Benutzer.

## JMP Skriptsprache (JSL)
Die JMP Skriptsprache (JSL) ist eine interpretierte Sprache zur Neuerstellung von analytischen Ergebnissen und zur Automatisierung oder Erweiterung der Funktionalität der JMP-Software.:29 JSL wurde erstmals 2000 in JMP Version 4 eingeführt.:1 JSL hat eine Java-ähnliche Syntax, die als eine Reihe von Ausdrücken strukturiert ist. Datentabellen, Anzeigeelemente und Analysen werden durch Objekte in JSL dargestellt, die mit benannten Nachrichten manipuliert werden. Benutzer können JSL-Skripts schreiben, um Analysen und Visualisierungen durchzuführen, die in der Point- und Click-Oberfläche nicht verfügbar sind, oder um eine Reihe von Befehlen, wie wöchentliche Berichte, zu automatisieren. SAS- und R-Code kann ebenfalls unter der Verwendung von JSL ausgeführt werden.

## Bemerkenswerte Anwendungen
2007 begann eine Überwachungsorganisation für freilebende Tiere, WildTrack, JMP mit dem Footprint Identification Technology (FIT)-System zu verwenden, um einzelne gefährdete Tiere über ihre Fußabdrücke zu identifizieren. 2009 verwendete Chicago Botanic Garden JMP, um DNA-Daten von tropischen Brotfrüchten zu analysieren. Forscher stellten fest, dass die kernlose, stärkehaltige Frucht durch absichtliche Hybridisierung von zwei Früchten, der Brotnuss und der Dug Dug, erschaffen wurde. Das Herzenberg Laboratory in Stanford hat JMP mit dem Fluorescence Activated Cell Sorter (FACS) integriert. Das FACS-System wird verwendet, um HIV, Krebs, Stammzellen und die Ozeanografie zu erforschen.